# Монтерросо
Монтерросо (гал. Monterroso, ісп. Monterroso) — муніципалітет в Іспанії, у складі автономної спільноти Галісія, у провінції Луго. Населення — 4241 осіб (2009).
Муніципалітет розташований на відстані близько 430 км на північний захід від Мадрида, 34 км на південний захід від Луго.
Муніципалітет складається з таких паррокій: Арада, Бідоуредо, О-Біспо, Кумбраос, Еспоріс, Фенте, Ос-Феррейрос, Фрамеан, Фуфін, Лавандело, Леборей, Лігонде, Лодосо, Марсан, Мільєйрос, Новелуа, Педраса, Пенас, Поль, Сальгейрос, Сан-Брейшо, Сатрешас, Сіргаль, Сукастро, Тарріо, Вальбоа, Віланова, Вілоїде.

## Демографія
Динаміка населення (INE ):

## Галерея зображень

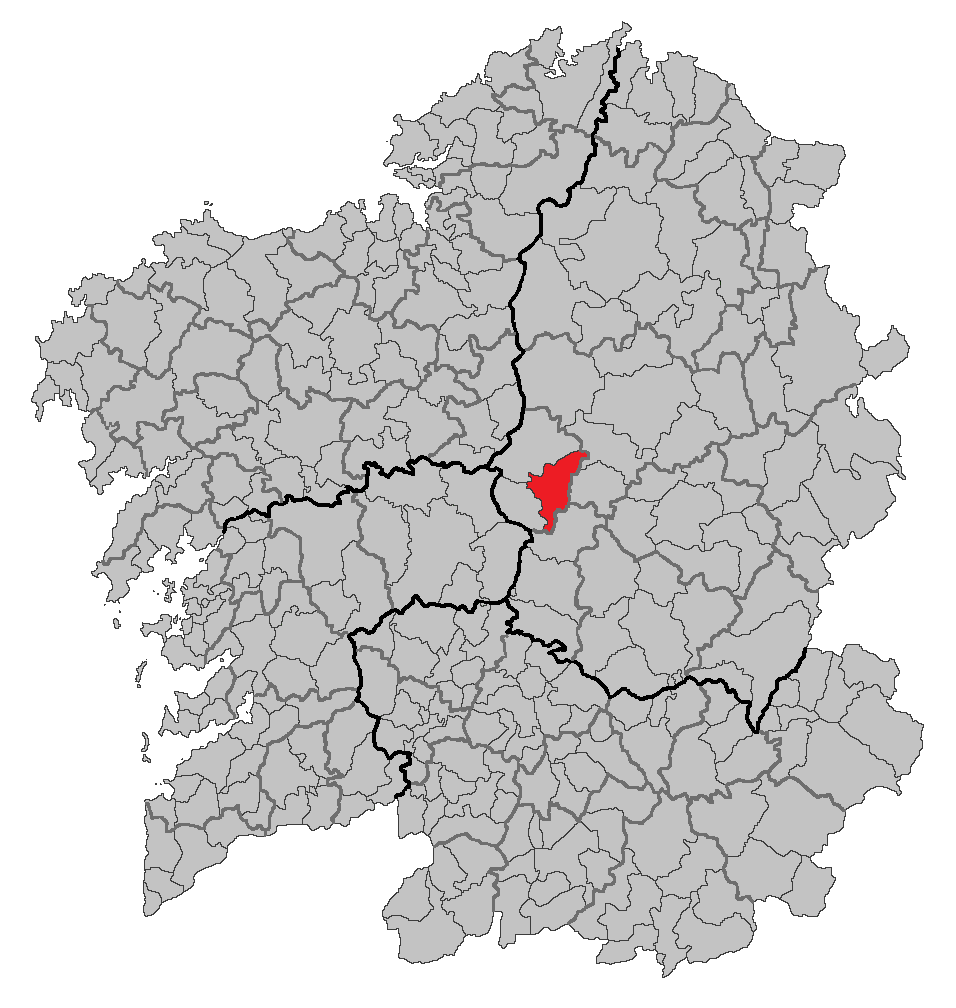
Розташування муніципалітету

## Парафії
Муніципалітет складається з таких парафій: 

## Релігія
Монтерросо входить до складу Лугоської діоцезії Католицької церкви.